# Brother Brown
Brother Brown var en dansk houseduo, bestående af Atle Rønne Thorberg og Henrik Olsen, der eksisterede fra 1995 til 2004.
I den sidste halvdel af 1990'erne lavede Brother Brown utallige remix, her i blandt for Madonna og Pet Shop Boys. I 1998 lavede de singlen "Under the Water" med Marie Frank der gik ind som nummer 18 på den engelske singlehitliste. I 2000 modtog de Danish Music Awards for Årets danske dance-udgivelse for nummeret.
Brother Brown har lavet remix for navne som Deep Dish, Danny Tenaglia, Christina Aguilera and Delerium, RinneRadio, Boomkat.

## Diskografi

### Egne produktioner
- Brother Brown "Slap me some skin" 	(1997 Yoshi-Toshi)
- Brother Brown "Where are my Organs (1998	Kumba)
- Brother Brown "Under the Water" 	(1997 FFRR/Yoshi-Toshi)
- Brother Brown "Starcatching Girl" 	(2000 Brother Brown Records)
- Brother Brown "Brotha – Brotha " 	(2000 Yoshi-Toshi)

### Remix
- Deep Dish "Stranded" Brother Browns Be-mix
- Amira "It`s my desire" Brother Browns Sleepless in Jylland
- Presence "Future Love" Brother Browns Love at 5 o´clock mix
- Deep Dish "Mohammad is Jesus" Brother Browns Be Mix Part II
- Gaydad "Joy" Brother Browns Daddy Cool
- Danny Tenaglia "Music Is the Answer" Brother Browns Bujakaffekop mix
- Catatonia "Karaoke Queen" Brother Browns 8000 C mix
- Pet Shop Boys "Drunk" Brother Browns Newt mix
- Full Intention " I'll be wating" Brother Brown's Copenhagen Mixes
- Film Palast "I want" Brother Brown's Bananenflanke mix
- Ørtz "We don't Talk" 	Iceberg
- Madonna Die Another Day Brother Brown's Bond-Age Club)
- Cher When The Money's Gone
- Christina Aguilera Beautiful